# Joe Manganiello
Joseph Michael Manganiello, detto Joe (Pittsburgh, 28 dicembre 1976), è un attore statunitense.

## Biografia
Nato a Pittsburgh, Pennsylvania, e cresciuto a Mount Lebanon, un sobborgo a sud della città. Figlio di Susan e Charles Manganiello, ha un fratello minore di nome Nicholas. Manganiello ha origini italiane da parte di padre (sua nonna paterna era di Tripi-Abakainon in provincia di Messina, suo nonno di Avellino) e austriache, armene e croate da parte di madre. Ha studiato presso la St. Bernard School, una scuola cattolica di Mt. Lebanon, successivamente frequenta la Mt. Lebanon High School, dove si diploma con lode nel 1995. Durante gli anni degli studi si distingue in varie attività sportive come football, pallacanestro e pallavolo, inoltre inizia ad avvicinarsi alla recitazione partecipando ad una produzione scolastica del musical Oklahoma!.
Dopo una serie di infortuni sportivi, decide di diventare attore, così si sottopone ad un provino alla Carnegie Mellon School of Drama, una divisione della Carnegie Mellon University. Non viene accettato e si iscrive all'Università di Pittsburgh ed inizia a lavorare per il teatro. Dopo un anno, Manganiello si sottopone ad un nuovo provino alla Carnegie Mellon School of Drama, questa volta viene ammesso al programma di recitazione. In quegli anni si è esibito in varie produzioni teatrali e ha scritto, prodotto e recitato in un cortometraggio studentesco intitolato Out of Courage 2: Out for Vengeance. Manganiello si è laureato nel 2000 con un BFA in recitazione.

## Carriera

### Cinema e televisione
Dopo la laurea, Manganiello si trasferisce a Los Angeles. Pochi giorni dopo, sostiene un provino per il ruolo di Peter Parker nel film di Sam Raimi Spider-Man, ottiene invece quello di Eugene "Flash" Thompson, rivale in amore di Peter, recitando al fianco di Tobey Maguire, Kirsten Dunst, James Franco e Willem Dafoe. Ha ripreso il ruolo nel 2007, facendo una brevissima apparizione in cameo alla fine del film Spider-Man 3.
Manganiello prende parte anche a numerose produzioni, ottenendo brevi apparizioni in serie televisive come Las Vegas, CSI: Scena del crimine, Close to Home - Giustizia ad ogni costo e So NoTORIous. Nel 2007 prende parte alla telenovela statunitense American Heiress, nel ruolo di Solomon Cortez, successivamente partecipa a quattro episodi di E.R. - Medici in prima linea, interpretando il ruolo dell'agente Litchman, che per un breve periodo ha una relazione con l'infermiera Samantha Taggart.
Sempre per la televisione partecipa a tre stagioni di One Tree Hill, nel ruolo ricorrente del barman Owen Morello, interesse amoroso di Brooke Davis (interpretata da Sophia Bush), inoltre partecipa alla sit-com How I Met Your Mother, nel ruolo ricorrente di Brad, un ex compagno di scuola di Marshall Eriksen.
Nel 2009 interpreta il tenente Sean Macklin, protagonista del film direct-to-video Dietro le linee nemiche III - Missione Colombia.
Nel 2010 Manganiello appare come guest star nella terza stagione di True Blood, nel ruolo del lupo mannaro Alcide Herveaux, che diventa un personaggio fisso della serie a partire dalla quarta stagione in poi. Per il ruolo nella serie, Manganiello ottiene riconoscimenti di pubblico e critica, vincendo diversi premi, tra cui un Saturn Award come miglior guest star e uno Scream Award. Sempre grazie al ruolo di Alcide, Manganiello vede aumentare sempre più la propria popolarità, ottenendo l'interesse di Hollywood.
Nei primi mesi del 2011, l'attore sostiene un provino per il ruolo di Superman per il film di Zack Snyder: L'uomo d'acciaio; ad un passo da ottenere la parte, si vede costretto a rinunciare al progetto, in quanto sarebbe andato in conflitto con i suoi impegni con True Blood. La parte di Superman viene affidata a Henry Cavill.
Dopo il termine delle riprese della quarta stagione di True Blood, l'attore appare nelle serie televisive White Collar e Due uomini e mezzo. Lavora inoltre in due film: la commedia Che cosa aspettarsi quando si aspetta di Kirk Jones e Magic Mike di Steven Soderbergh, incentrato sul mondo dello spogliarello maschile, entrambi usciti nel 2012.
Inizialmente annunciato come parte del cast della serie televisiva Scream Queens di Ryan Murphy, a marzo del 2015 annuncia di aver abbandonato il progetto per impegni promozionali del film Magic Mike XXL.
In seguito, rinuncia anche alla miniserie SIX del canale History Channel, in quanto colto da appendicite a riprese già iniziate.
Nel 2017, interpreta il villain Deathstroke in una scena dopo i titoli di coda nel film Justice League. Il cameo doveva servire come anticipazione del film The Batman diretto ed interpretato da Ben Affleck con Manganiello nel ruolo di villain della storia, ma le vicende personali di Affleck, la difficile lavorazione di Justice League e le decisioni finali della Warner Bros. cambiano completamente il film, che viene svincolato dal DCEU e affidato al regista Matt Reeves con un nuovo protagonista, Robert Pattinson. Peraltro, il regista Joss Whedon (subentrato a Zack Snyder alla guida del film) rigirò parzialmente il cameo e la sequenza ambientata nel futuro, che includeva Deathstroke ed altri personaggi DC come alleati di Batman. In seguito Manganiello spiegò che l'idea originale era che Deathstroke cercasse vendetta contro Batman per la morte del figlio; il killer avrebbe colpito il vigilante indirettamente, mirando ai suoi cari e alleati, come Batgirl e il commissario Gordon.
Nel 2019 interpreta sé stesso nel sedicesimo episodio della dodicesima stagione del telefilm The Big Bang Theory. Nel 2024 ha ottenuto il ruolo del perfido pirata Crocodile nella seconda stagione della serie televisiva su Netflix One Piece.

### Teatro

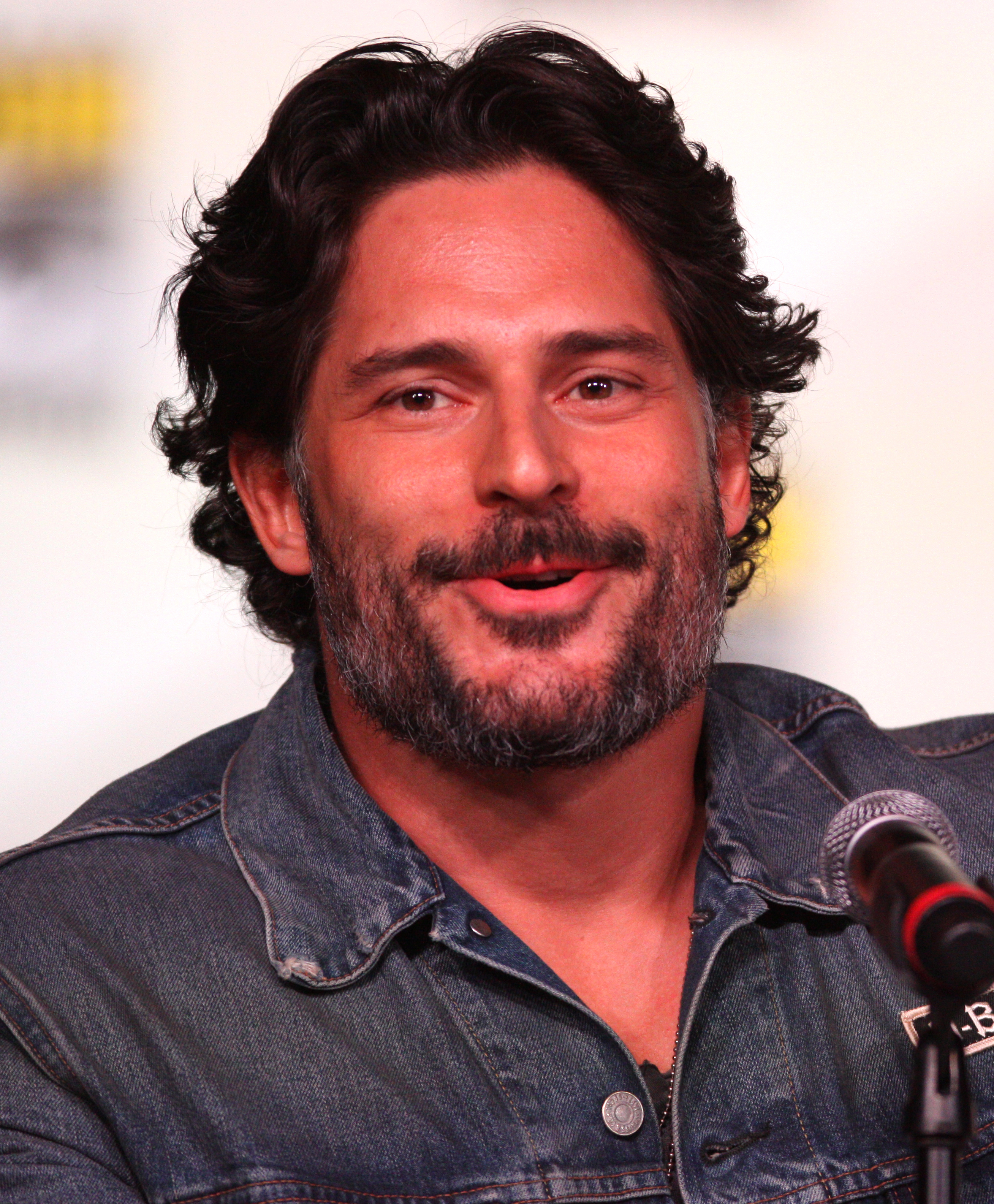
Joe Manganiello al San Diego Comic-Con International 2012

Come studente della Carnegie Mellon University, Manganiello ha lavorato in numerose produzioni teatrali a Pittsburgh, incluso Quando noi morti ci destiamo di Henrik Ibsen e ne Il mercante di Venezia, portato in scena al Quantum Theatre. Nel maggio 2007 a New York City in Skirts & Flirts, un monologo di Gloria Calderon Kellett. Ha inoltre interpretato Stanley Kowalski in Un tram che si chiama Desiderio al West Virginia Public Theatre nel 2008, diretto dal suo ex professore del Carnegie Mellon Geoffrey Hitch. Nel giugno del 2009 ha partecipato a Unusual Acts of Devotion di Terrence McNally, nel ruolo del musicista jazz newyorkese Leo Belraggio.

### Altri lavori
Manganiello ha prestato la voce come narratore nella versione audiolibro dei romanzi fantasy di Patricia Briggs Dragon Bones e Dragon Blood.
Ha cantato nei cori per il gruppo musicale rock The Used nella traccia Hospital, inclusa nel loro album Lies for the Liars, e in Wasted dei Goldfinger, inclusa nel loro album Disconnection Notice. Inoltre ha registrato una traccia parlata per i D.R.U.G.S., inclusa come ghost track nel loro album di debutto del 2011.

## Vita privata
Dal 2010 vive a Los Angeles, California. Manganiello è un attivo sostenitore del "The Art of Elysium", una organizzazione non-profit fondata nel 1997, che incoraggia attori, artisti e musicisti a dedicare volontariamente il proprio tempo e talento ai bambini che stanno combattendo gravi patologie. È anche sostenitore di "Until There's a Cure", un ente di beneficenza dedicato alla lotta contro l'HIV/AIDS.
Grande tifoso dei Pittsburgh Steelers, nel 2007 ha prodotto e diretto un breve documentario intitolato DieHardz, su un gruppo di tifosi degli Steelers che si incontrano in un bar di Los Angeles.
Manganiello è considerato un sex symbol, tanto che nel 2010 la rivista People lo ha nominato uno degli "uomini viventi più sexy". Inoltre è stato nominato "The Best Summer Body" del 2011 da Men's Health e uno dei "World's 25 Fittest Guys" da Men's Fitness. Nel luglio 2014 la rivista People lo nomina l'uomo single più sexy del pianeta.
Dalla fine del 2014 ha una relazione con l'attrice colombiana naturalizzata statunitense Sofía Vergara, che sposa il 22 novembre 2015 a Palm Beach, in Florida, alla presenza di 700 invitati. Nel 2023 la coppia annuncia il divorzio.
Da settembre 2023 ha intrapreso una relazione con l’attrice Caitlin O’Connor.

## Filmografia

### Attore

#### Cinema
- Out of Courage 2: Out for Vengeance, regia di Jeb Wilson – cortometraggio (1999)
- Spider-Man, regia di Sam Raimi (2002)
- Spider-Man 3, regia di Sam Raimi (2007)
- Impact Point, regia di Hayley Cloake (2008)
- Wounded, regia di John Arlotto – cortometraggio (2008)
- Dietro le linee nemiche III - Missione Colombia (Behind Enemy Lines: Colombia), regia di Tim Matheson (2009)
- Irene in Time, regia di Henry Jaglom (2009)
- Not Evelyn Cho, regia di Sunday Boling – cortometraggio (2009)
- The Girl with the Tramp Stamp Tattoo, regia di Osmany Rodriguez e Matt Villines – cortometraggio (2011)
- Che cosa aspettarsi quando si aspetta (What to Expect When You're Expecting), regia di Kirk Jones (2012)
- Magic Mike, regia di Steven Soderbergh (2012)
- Sabotage, regia di David Ayer (2014)
- La Bare, regia di Joe Manganiello (2014) - cameo
- Knight of Cups, regia di Terrence Malick (2015) - cameo
- Magic Mike XXL, regia di Gregory Jacobs (2015)
- Tumbledown - Gli imprevisti della vita (Tumbledown), regia di Sean Mewshaw (2015)
- Pee-wee's Big Holiday, regia di John Lee (2016)
- Justice League, regia di Zack Snyder (2017) – cameo non accreditato; Slade Wilson / Deathstroke
- Rampage - Furia animale (Rampage), regia di Brad Peyton (2018)
- Ubriachi d'amore (Drunk Parents), regia di Fred Wolf (2019)
- Bottom of the 9th, regia di Raymond De Felitta (2019)
- Jay e Silent Bob - Ritorno a Hollywood (Jay and Silent Bob Reboot), regia di Kevin Smith (2019)
- Archenemy, regia di Adam Egypt Mortimer (2020)
- L'ultimo colpo di mamma (The Sleepover), regia di Trish Sie (2020)
- Zack Snyder's Justice League, regia di Zack Snyder (2021) – cameo non accreditato; Salde Wilson / Deathstroke
- Shoplifters of the World, regia di Stephen Kijak (2021)
- Metal Lords, regia di Peter Sollett (2022)
- Magic Mike - The Last Dance, regia di Steven Soderbergh (2023) - cameo
- La stanza degli omicidi (The Kill Room), regia di Nicol Paone (2023)
- Nonnas, regia di Stephen Chbosky (2025)

#### Televisione
- Jake in Progress – serie TV, 1 episodio (2006)
- A.K.A., regia di Kevin Rodney Sullivan – film TV (2006)
- Las Vegas – serie TV, 1 episodio (2006)
- CSI - Scena del crimine (CSI: Crime Scene Investigation) – serie TV, 1 episodio (2006)
- So Notorious – serie TV, 2 episodi (2006)
- Close to Home - Giustizia ad ogni costo (Close to Home) – serie TV, 1 episodio (2006)
- How I Met Your Mother – serie TV, 7 episodi (2006-2012)
- Scrubs - Medici ai primi ferri (Scrubs) – serie TV, episodio 6x14 (2007)
- American Heiress – telenovela, 64 episodi (2007)
- E.R. - Medici in prima linea (ER) – serie TV, 4 episodi (2007)
- Til Death - Per tutta la vita ('Til Death) – serie TV, 2 episodi (2008-2010)
- One Tree Hill – serie TV, 13 episodi (2008-2010)
- CSI: Miami – serie TV, 1 episodio (2009)
- Medium – serie TV, 1 episodio (2009)
- CSI: NY – serie TV, 1 episodio (2010)
- 100 Questions – serie TV, 1 episodio (2010)
- Livin' on a Prayer, regia di Pamela Fryman – episodio pilota mai trasmesso (2010)
- True Blood – serie TV, 41 episodi (2010-2014) – Alcide Herveaux
- Due uomini e mezzo (Two and a Half Men) – serie TV, 1 episodio (2011)
- White Collar – serie TV, episodio 3x13 (2011)
- Mom – serie TV, 1 episodio (2016)
- No Activity – serie TV, 2 episodi (2018)
- Giorno per giorno (One Day at a Time) – serie TV, 1 episodio (2019)
- The Big Bang Theory – serie TV, episodio 12x16 (2019)
- Daybreak – serie TV, 1 episodio (2019)
- A.P. Bio – serie TV, 1 episodio (2021)
- Moonhaven – serie TV, 6 episodi (2022)
- Mythic Quest – serie TV (2022)

### Regista
- La Bare (2014) – documentario

### Sceneggiatore
- Out of Courage 2: Out for Vengeance, regia di Jeb Wilson – cortometraggio (1999)

### Doppiatore
- The Ketchup King, regia di Roger Rudick (2002)
- Blaze e le mega macchine (Blaze and the Monster Machines) – serie animata, 1 episodio (2015)
- I Puffi - Viaggio nella foresta segreta (Smurfs: The Lost Village), regia di Kelly Asbury (2017)
- Star Wars Resistance – serie animata, 2 episodi (2019)
- The Spine of Night, regia di Philip Gelatt e Morgan Galen King (2021)
- Dungeons & Dragons: Dark Alliance – videogioco (2021)
- American Dad! – serie animata, 1 episodio (2021)
- Koati, regia di Rodrigo Perez-Castro (2021)
- I Greens in città (Big City Greens) – serie animata, 2 episodi (2021-2022)
- Love, Death & Robots – serie animata, 1 episodio (2022) – voce e motion capture
- Bubble Guppies - Un tuffo nel blu e impari di più (Bubble Guppies) – serie animata, 1 episodio (2022)

## Doppiatori italiani
Nelle versioni in italiano delle opere in cui ha recitato, Joe Manganiello è stato doppiato da:
- Massimo De Ambrosis in Impact Point, Magic Mike, Magic Mike XXL, Giorno per giorno, Magic Mike - The Last Dance
- Christian Iansante in Tumbledown - Gli imprevisti della vita, Ubriachi d'amore, A.P. Bio, La stanza degli omicidi, Nonnas
- Alberto Angrisano in E.R. - Medici in prima linea, One Tree Hill, Sabotage, Pee-Wee's Big Holiday
- Alessio Cigliano in The Big Bang Theory, True Blood, Mom, Daybreak
- Simone Mori in White Collar, Justice League, Zack Snyder's Justice League
- Roberto Certomà in Til Death - Per tutta la vita, Rampage - Furia animale
- Davide Marzi in CSI - Scena del crimine
- Edoardo Stoppacciaro in Scrubs - Medici ai primi ferri
- Paolo Vivio in Spider-Man
- Roberto Draghetti in CSI: Miami
- Francesco De Francesco in Due uomini e mezzo
- Mirko Mazzanti in Las Vegas
- Francesco Pezzulli in CSI: NY
- Luigi Ferraro in Close to Home - Giustizia ad ogni costo
- Francesco Orlando in How I Met Your Mother (1ª voce)
- Luca Semeraro in How I Met Your Mother (2ª voce)
- Guido Di Naccio in Medium
- Gianfranco Miranda in So Notorious
- Riccardo Niseem Onorato in Dietro le linee nemiche III - Missione Colombia
- Vittorio De Angelis in Che cosa aspettarsi quando si aspetta
- Dario Oppido in Jay e Silent Bob - Ritorno a Hollywood
- Fabrizio Odetto in Archenemy
- Riccardo Rossi in L'ultimo colpo di mamma
- Andrea Ward in Mythic Quest
- Massimo Bitossi in Metal Lords

Come doppiatore, viene sostituito da:
- Claudio Moneta in Blaze e le mega macchine
- Francesco De Francesco in I Puffi - Viaggio nella foresta segreta
- Roberto Draghetti in Star Wars Resistance
- Massimo De Ambrosis in Love, Death & Robots
- Alessandro Messina in The Spine of Night

## Premi
- NewNowNext Awards 2011 – 'Cause You're Hot per True Blood
- Saturn Award 2010 – Best Guest Starring Role in Television per True Blood
- Scream Awards 2011 – Breakout Performance - Male per True Blood